# Brawler
Brawler ist ein US-amerikanisches Action-Filmdrama von Chris Sivertson aus dem Jahr 2011.

## Handlung
Die beiden Brüder Charlie und Bobby Fontaine sind die Stars illegaler MMA-Käfigkämpfe auf einem Mississippidampfer in New Orleans. Im Gegensatz zum vernünftigeren Charlie ist der jüngere Bruder Bobby ein echter Hitzkopf, verstrickt in weitere illegale Aktivitäten und mit einem Hang zum Alkohol. Als Charlie sich mit Kat verloben will, bekommt er die Nachricht, dass sein Bruder überfallen wird. Er kommt gerade rechtzeitig, als eine Bande von Schlägern seinen Bruder verprügelt. Gemeinsam können sie diese in die Flucht schlagen, jedoch wird Charlies Knie mit einem Vorschlaghammer zertrümmert. Nach einem längeren Krankenhausaufenthalt ist Charlies MMA-Karriere vorbei. Nach der Verlobung versucht er sich als Bauarbeiter mit Gelegenheitsjobs über Wasser zu halten.
Als sich gerade alles wieder normalisiert, steht Bobby vor der Tür. Er entwickelt ein Alkoholproblem und versteckt sich bei Charlie vor seinen Gläubigern. Als er sich nach einem misslungenen Job an Kat heranschmeißt, überrascht Charlie seinen jüngeren Bruder. Voller Wut schmeißt er beide raus. Seinen Bruder fordert er zu einem letzten Käfigkampf heraus. Er besucht im Anschluss seinen alten Trainer und die beiden trainieren darauf, sein Knie zu schonen. Währenddessen verstrickt sich Bobby weiter in die Schuldenfalle. Er soll als Geldeintreiber einen schwulen Kampfsportfan namens Fat Chucky  täuschen und ihm hinterrücks den Arm brechen. Doch bei dem geplanten Attentat findet er Fat Chucky und seinen Freund überraschend sympathisch. Stattdessen verprügelt er seinen Komplizen auf der Kneipentoilette und flieht anschließend.
Der Bruderkampf findet statt. Es geht um ein stattliches Preisgeld. Die beiden liefern sich einen harten Kampf. Charlie würgt Bobby mit beiden Händen bis dieser schließlich abklopft. Doch Charlie will zunächst nicht loslassen und erwürgt ihn beinahe. Im letzten Moment lässt er los, stößt einen Siegesschrei aus und bricht zusammen. Nach dem Kampf werden die Gewinne verteilt. Charlie bietet seinen Anteil an, um Bobby von seinen Gläubigern freizukaufen, erfährt aber, das dieser seinen Komplizen aus dem Überfall so übel zugerichtet hat, dass dieser im Koma liegt. Man konnte die Sache nicht vertuschen und Bobby wird inhaftiert. Kurz darauf besucht ihn Charlie im Gefängnis und die beiden reden zum ersten Mal seit ihrem Bruch wieder miteinander.

## Hintergrund
Der Film wurde als „based on a true story“ vermarktet. Es handelt sich aber letztlich um eine Geschichte, die Hauptdarsteller Nathan Grubbs von seinem Vater hörte und seinem Freund Marc Senter und Regisseur Chris Sivertson erzählte. Basierend darauf schrieb Sivertson das Drehbuch. Beide Hauptdarsteller brachten Erfahrung als Kampfsportler mit, Grubbs als Boxer und Senter als Karateka, benötigten aber noch weiteres Training, um die MMA-Kämpfe glaubhaft zu spielen.
Der Film wurde in New Orleans gedreht. Produziert wurde er von dem neu gegründeten Label TURBO by XLrator, das sich auf Actionfilme spezialisieren wollte.
Der Film hatte seine Premiere am 3. August 2011 auf dem kanadischen Fantasia Film Fest. In Deutschland war er erstmals am 16. September 2011 auf dem Internationalen Filmfest Oldenburg zu sehen. Der Film erschien am 5. Juli 2013 auf DVD und Blu-Ray mit einer FSK-Freigabe ab 16. Beide Datenträger enthielten jedoch nicht jugendfreie Trailer, so dass sie ein FSK18-Siegel erhielten.

## Rezeption
Die Kritik zog sowohl Parallelen zu Warrior, der im gleichen Jahr veröffentlicht wurde, The Wrestler – Ruhm, Liebe, Schmerz (2008) als auch Fight Club, ohne das der Film jedoch die Klasse der drei Filme erreichen würde, sowie die Reihen The Fighter und Undisputed. Das Lexikon des internationalen Films urteilte: „Mit viel Sozialkolorit und Pseudorealismus angereicherter Prügelfilm im Schlepptau von „Warrior“, der jeden Anflaug von Originalität durch das lieblos ausgearbeitete Drehbuch verspielt.“